# Karelische Autonome Socialistische Sovjetrepubliek
De Karelische Autonome Socialistische Sovjetrepubliek (afgekort Karelische ASSR) (Russisch: Карельская Автономная Советская Социалистическая Республика, Karelskaja Avtonomnaja Sovetskaja Sotsialistitsjeskaja Respoeblika, afgekort Каре́льская АССР, Fins: Karjalan autonominen sosialistinen neuvostotasavalta, afgekort Karjalan ASNT) was een formeel autonome socialistische sovjetrepubliek van de Sovjet-Unie met als hoofdstad Petrozavodsk.

## Geschiedenis
De Karelische Autonome Socialistische Sovjetrepubliek werd gevormd uit de Russische Socialistische Federatieve Sovjetrepubliek met de hoofdstad Petrozavodsk door de aanname van een resolutie door het Heel-Russisch Centraal Uitvoerend Comité op 27 juni 1923 en door een decreet van het Heel-Russisch Centraal Uitvoerend Comité en de volkscommisaris van de Karelische Gemeenschap van Arbeiders op 25 juli 1923 uit het gouvernement Archangelsk en het gouvernement Olonets. In 1927 werd de Karelische Autonome Socialistische Sovjetrepubliek verdeeld in districten die de oude volosten vervingen.
Van 1940 tot 1956 werd er gebied van Fins Karelië door de Sovjets van Finland ingenomen wat bekendstond als de Karelische kwestie. Dit gebied werd bij de Karelische Autonome Socialistische Sovjetrepubliek gevoegd tot de Karelo-Finse Socialistische Sovjetrepubliek, die de status van autonome Sovjetrepubliek binnen de Sovjet-Unie had. In deze periode bestond ongeveer 10 procent van de bevolking uit Kareliërs of Finnen.
Op 16 juli 1956 werd de status van autonome socialistische sovjetrepubliek verlaagd tot socialistische sovjetrepubliek en werd het onderdeel van de Sovjet-Unie.
De republiek Karelië is nu onderdeel van Rusland.

## Bestuur

### Voorzitters van het college van de Opperste Sovjet
- Aleksandr Vasiljevitsj Sjotman (25 juni 1923 - 1924)
- Aleksandr Fjodorovitsj (december 1924 - mei 1928)
- Nikolaj Aleksandrovitsj Joestsjiejev (januari 1929 - 13 januari 1934)
- Vasili Petrovitsj Averkjev (13 januari 1934 - 1935)
- Nikolaj Vasiljevitsj Archipov (februari 1935 - november 1937)
- Mark Vasiljevitsj Gorbatsjov (november 1937 - 31 maart 1940)
- Pavel Stepanovitsj Prokkonen (16 juli 1956 - 18 juli 1979)
- Nikolaj Kalinin (actief) (18 juli 1979 - 18 augustus 1979)
- Ivan Pavlovitsj Mankin (18 augustus 1979 - 9 maart 1984)
- Nikolaj Kalinin (actief) (9 maart 1984 - 18 april 1984)
- Ivan Iljitsj Senkin (18 april 1984 - 12 december 1985)
- Viktor Tsjeremovski (waarnemend) (12 december 1985 - 21 januari 1986)
- Koezma Filippovitsj Filatov (21 januari 1986 - 27 december 1989)
- Viktor Nikolajevitsj Stepanov (27 december 1989 - 18 april 1990)